# چاتاغیل (ایسجه‌حصار)
چاتاغیل (به ترکی استانبولی: Çatağıl) یک منطقهٔ مسکونی در ترکیه است که در ایسجه‌حصار واقع شده‌است.